# Chiesa di Notre-Dame-de-la-Basse-Œuvre
La chiesa di Notre-Dame-de-la-Basse-Œuvre (in francese: église Notre-Dame-de-la-Basse-Œuvre), più semplicemente conosciuta come Basse-Œuvre, è un luogo di culto cattolico di Beauvais, nell'Oise, annesso alla cattedrale di Saint-Pierre.
L'edificio attuale è ricavato nella prima metà della cattedrale del X secolo, in parte demolita per consentire la costruzione di quella gotica; attualmente rientra all'interno del territorio della parrocchia di Beauvais-Centre. È monumento storico di Francia dal 1840.
La Basse-Œuvre, pur essendo per la sua epoca un edificio di normali dimensioni, attualmente rappresenta uno dei più ampi esempi ancora esistenti di architettura carolingia rimasta pressoché intatta, paragonabile alle basiliche di Steinbach e di Seligenstadt, in Assia, edificate da Eginardo rispettivamente nell'872 e nell'840.

## Storia

### Le origini
Beauvais venne evangelizzata da san Luciano, martire alla fine del III secolo ed erroneamente indicato come primo vescovo della città a partire dal IX. La data di fondazione della diocesi, pur non essendo certa, è collocabile tra il 632 e il 660.
La più antica cattedrale della città venne edificata tra l'VIII e il IX secolo; essa sorgeva nell'area occupata attualmente dalla Basse-Œuvre ed aveva la medesima larghezza, ma lunghezza inferiore. Secondo il Martyrologium Belvacense di Usuardo (fine del IX secolo) essa era dedicata alla Vergine Maria e a san Giovanni Battista; l'intitolazione a san Pietro è attestata in altri documenti, tra i quali un atto di donazione del 923 da parte di un tal Fredemius e nelle cronache della traslazione nella cattedrale delle reliquie di santa Germeria, avvenuta nel 940.

### La cattedrale del X secolo

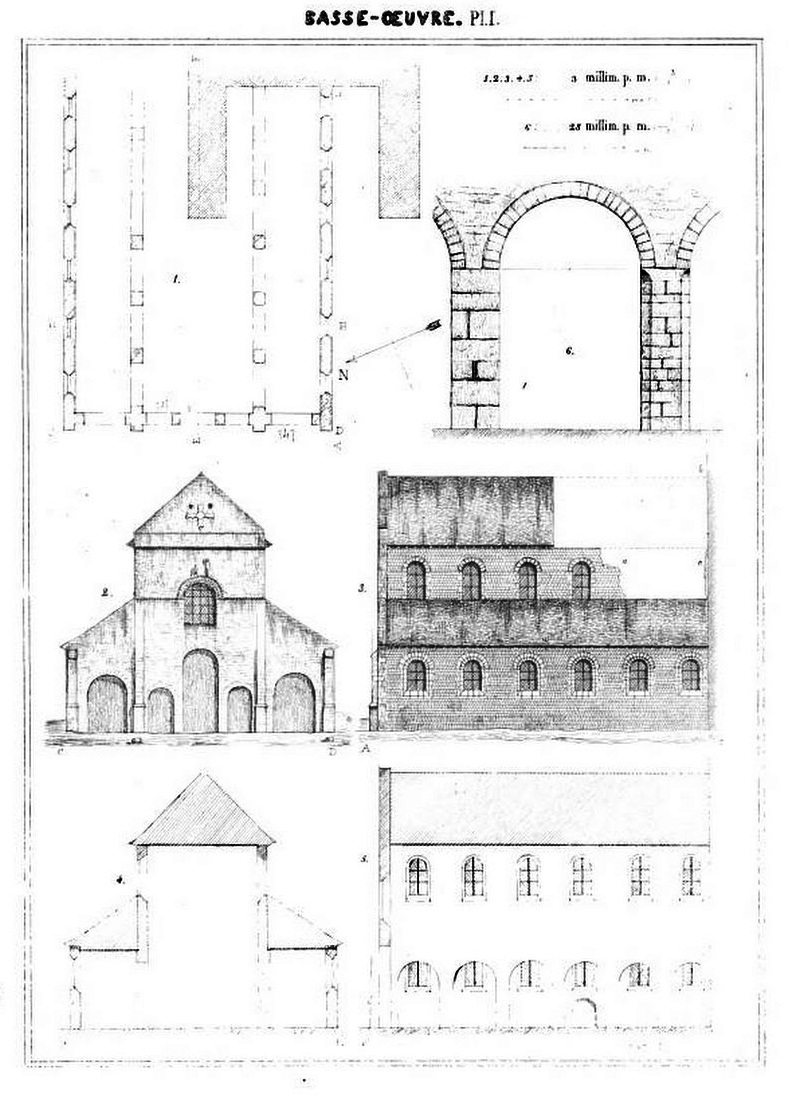
Ricostruzione della cattedrale del X secolo nella seconda metà dell'XI secolo.

Le motivazioni che portarono, nel X secolo, alla costruzione di una nuova cattedrale non sono note. La prima pietra venne posata durante l'episcopato di Ildegario, nel 949, e l'edificazione sarebbe proseguita sotto i quattro vescovi successivi per terminare nel 998, essendo vescovo Ugo. Nel 1614 Pierre Louvet, nella sua Premier historien de la ville de Beauvais aveva erroneamente identificato nell'edificio la prima cattedrale di Beauvais a causa di una somiglianza delle pietre del paramento murario con quelle impiegate in ambito gallo-romano nel IV secolo, successivamente chiarita come un riutilizzo di materiale antico. Indagini archeologiche furono condotte nel corso del XX secolo: la prima, nel 1938, venne diretta da Jean Hubert, che dimostrò scientificamente la datazione al X secolo dell'edificio; nuovi scavi furono effettuati nel 1965 da Émile Chami.
La cattedrale era preceduta da un westwerk che probabilmente, a causa della sua scarsa profondità, non era sormontato da una torre campanaria (che invece si sarebbe trovata al di sopra della crociera; analogamente alla chiesa abbaziale di Notre-Dame a Morienval (IX-XII secolo), non è da escludersi che l'avancorpo si aprisse sulla navata con una o più arcate nella controfacciata, al di sopra dell'ingresso. La lunghezza totale dell'edificio raggiungeva i 65 metri circa e l'aula era suddivisa in tre navate di nove campate ciascuna; oltre il transetto, ciascuna delle due navate laterali terminava con un'abside semicircolare, mentre non è nota la terminazione della navata centrale. L'unica cappella laterale della cui esistenza sia ha certezza in seguito agli scavi archeologici del XX secolo, si apriva lungo la navatella meridionale tra la settima e la nona campata, ed era caratterizzata da una struttura a doppia navata.
Nel corso del medioevo la cattedrale fu devastata da quattro incendi, dei quali i primi due nell'XI secolo; dopo il secondo, nel 1050 venne ricostruita la facciata nelle forme attuali. Dopo il terzo incendio, l'edificio venne interessato da un radicale intervento di ripristino e di restauro per volere del vescovo Philippe de Dreux, completatosi nel 1222 con la consacrazione di un nuovo altare maggiore. Tuttavia, nel 1225 un ulteriore incendio portò il vescovo Milo de Nanteuil alla decisione di costruire una chiesa più grande in stile gotico.

### Modifiche e alterazioni in età moderna
La cattedrale carolingia, in attesa del completamento dell'altra, venne ripristinata (e in tal frangente dotata di un portale gotico aperto nel fianco destro) per poter essere regolarmente utilizzata per le celebrazioni. In occasione del completamento del coro gotico (1272) quest'ultimo venne collegato direttamente alla crociera della vecchia chiesa tramite una scalinata per compensare il forte dislivello tra i pavimenti dei due edifici; in seguito al crollo di alcuni archi della struttura gotica, avvenuto nel 1289, si tornò ad utilizzare solo la chiesa carolingia. Nel corso del XV secolo, le pareti interne vennero decorate con affreschi.

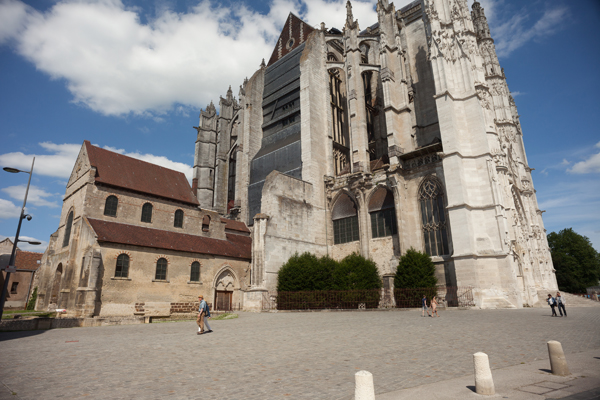
La chiesa carolingia e la cattedrale gotica.

Nel 1510 iniziarono i lavori per l'edificazione del transetto e dell'ultima campata della navata della nuova cattedrale, diretti da Martin Chambiges; per lasciar spazio alla costruzione gotica, vennero demoliti il capocroce e le ultime tre campate dell'aula della chiesa carolingia. Tra la fine dello stesso secolo e l'inizio di quello successivo vennero costruiti due contrafforti sulla parete occidentale dell'unica campata della navata gotica, e mentre quello meridionale andò a cadere fuori dalla struttura carolingia, quello settentrionale venne inglobato in quest'ultima, andando a dividere la settima arcata di sinistra. Nel XVII secolo la lunghezza della chiesa di Notre-Dame venne dimezzata, con la creazione di un'abside quadrangolare all'altezza della quarta campata della navata centrale; nonostante tale modifica all'assetto interno, le pareti esterne mantennero il loro aspetto primitivo pressoché inalterato. Avendo perduto definitivamente le sue funzioni di cattedrale, la Basse-Œuvre (in italiano: opera bassa, denominazione data in contrapposizione all'Haute Œuvre, opera alta, ovvero la costruzione gotica), di proprietà del capitolo della cattedrale ma gestita dalla parrocchia, venne adibita a battistero, e tale rimase sino alla fine dell'Ancien Régime; il sacramento veniva celebrato durante l'ottava di Pasqua e dalla domenica dell'Ascensione a quella di Pentecoste. Nel 1569 venne costruito un nuovo altare maggiore dallo scultore di Amiens Louis Duguay, per il quale Louis Veron di Beauvais dipinse nel 1660 una pala avente come soggetto la Vergine Maria. L'artista venne incaricato anche di rifare in stile barocco l'intera ancona, con ai lati del dipinto colonne corinzie e due statue raffiguranti rispettivamente San Sebastiano e Santa Germeria.
La chiesa fu oggetto di una serie di interventi mirati al consolidamento della struttura: nel 1668 alla facciata, per prevenirne il collasso, venne addossata una costruzione più bassa; nuovi lavori furono condotti nel 1731-32 e nel 1751-52 con il rinforzo dei pilastri tramite tondini in ferro. Nonostante ciò, lo stato di avanzato degrado del luogo di culto costrinse nella seconda metà del XVIII secolo lo spostamento delle celebrazioni in una cappella laterale della cattedrale. Nel 1698 venne costruito un campanile con struttura lignea ricoperta di ardesia, posto sulla sommità del tetto a doppio spiovente della navata, demolito nel 1793.

### La Rivoluzione francese e il XIX secolo

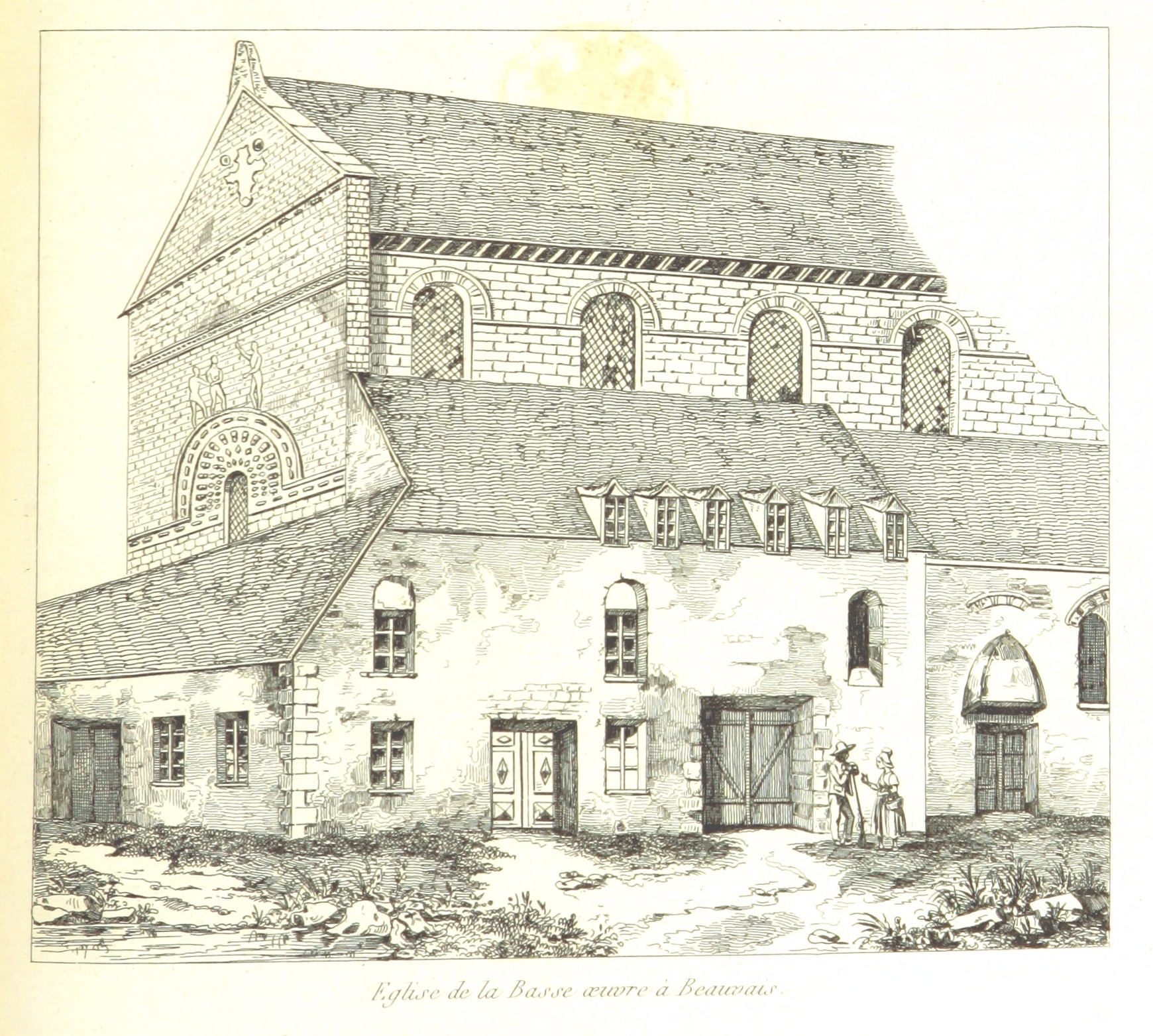
La chiesa nel 1836, prima dei restauri di ripristino e della riapertura al culto.

Con la Rivoluzione francese, la chiesa venne sconsacrata nel 1791 e, nel 1794, venduta come bene nazionale e adibita a deposito di legna da ardere. Considerata pericolosa la vicinanza alla cattedrale di un edificio adibito a tale scopo, nel 1836 il comune di Beauvais stabilì che venisse demolito; la popolazione espresse una forte contrarietà e venne fatta una petizione affinché l'edificio fosse risparmiato e convertito in museo. Il comune rinunciò alla demolizione ma preferì che l'ex chiesa diventasse una biblioteca. Prosper Mérimée, ispettore generale della commissione dei monumenti storici di Francia, temendo che ciò avrebbe comportato pesanti modifiche della struttura antica, si oppose personalmente e, nel 1840, l'edificio stesso fu classificato come monumento storico. Nel novembre del medesimo anno venne riacquistato dallo Stato e furono demoliti gli edifici di epoca successiva che lo circondavano.
Vennero interpellati diversi architetti per il restauro della chiesa, finalizzato alla riapertura al culto: Joseph-Jacques Ramée propose di demolire il contrafforte gotico settentrionale e di costruire, in suo luogo, un'abside semicircolare; nel 1849-1850 Jean-Charles Danjoy presentò un progetto per trasformarla in un battistero in stile neobizantino, non realizzato per mancanza di fondi. I lavori iniziarono nel 1864 sotto la direzione di Pierre-Aymar Verdier e Jean-Baptiste Aux-Cousteaux e terminarono nel 1867; comportarono un ripristino generale della struttura carolingia, con importanti modifiche solo lungo la fiancata destra, mentre quella sinistra rimase sostanzialmente integra nelle sue caratteristiche originarie. Nel 1883 venne realizzato il nuovo altare maggiore in ceramica dall'atelier di Charles Lévêque.

## Descrizione

### Misure e dimensioni

Pianta con in evidenza le varie fasi di costruzione.

| Parametro                                                    | Misura esterna | Misura interna |
| ------------------------------------------------------------ | -------------- | -------------- |
| Lunghezza                                                    | 28,50 m        | 28,50 m        |
| Larghezza totale                                             | 22 m           | 20,60 m        |
| Larghezza della navata centrale                              |                | 9,30 m         |
| Larghezza delle navate laterali                              |                | 4,63 m         |
| Altezza della facciata dal terreno alla base del coronamento | 16,30 m        |                |
| Altezza della navata centrale                                |                | 15 m           |
| Altezza delle navate laterali                                |                | 6,55 m         |

### Esterno

#### Facciata

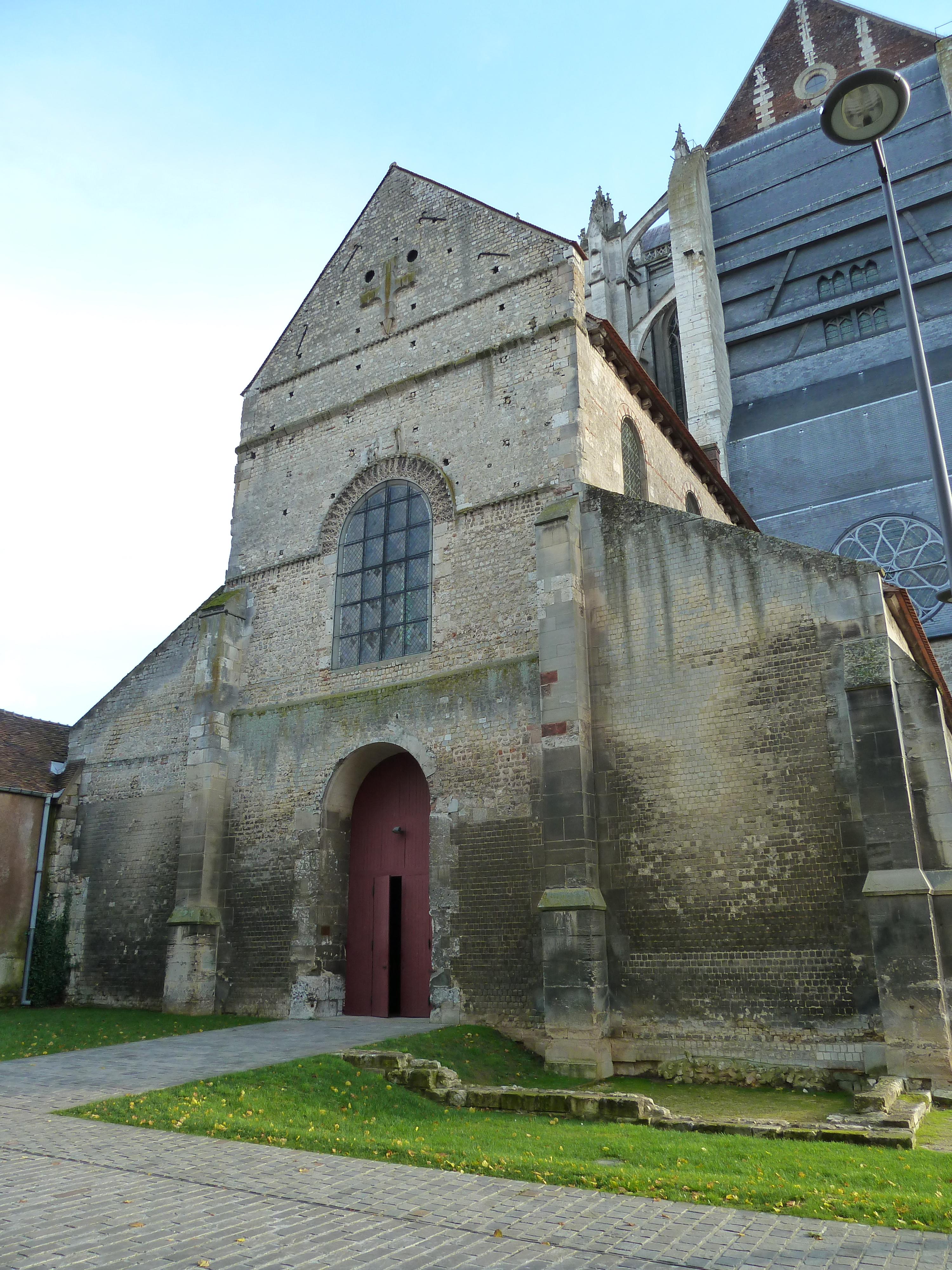
La facciata.

La facciata della chiesa è rivolta ad occidente; è successiva al resto dell'edificio essendo stata riedificata nel 1050, in forme già vicine all'architettura romanica, dopo i due incendi della prima metà dell'XI secolo. Il paramento murario venne realizzato reimpiegando pietre di epoca romana del III secolo e non quelle delle mura gallo-romane del IV. L'apparecchiatura muraria richiama volutamente quella delle pareti laterali, sviluppandosi però più uniformemente. Sono visibili nel terreno antistante la facciata le fondamenta del westwerk carolingio.
Il prospetto è a salienti e segue l'andamento interno a tre navate della chiesa; quattro contrafforti lo tripartiscono in sezioni verticali, delle quali le due laterali sono prive di aperture ed elementi decorativi. In posizione centrale si apre l'unico grande portale, ad arco a tutto sesto, originariamente affiancato da due minori, le cui tracce sono ancora visibili nella controfacciata. In corrispondenza del punto apicale degli spioventi delle due navate laterali, la sezione mediana è suddivisa in due fasce orizzontali da un cornicione poco sporgente, sul quale si imposta l'arco a tutto sesto di coronamento dell'ampia monofora posta in asse con l'ingresso, priva di strombatura; l'archivolto è riccamente decorato con un fregio ornamentale geometrico a bassorilievo. Al di sopra di esso, trovano luogo tre sculture in parte danneggiate, provenienti, secondo Eugène Woillez, dall'antico prospetto carolingio; esse raffigurano altrettante figure stanti di diversa altezza, disposte asimmetricamente rispetto alla chiave di volta dell'arco della monofora: la più alta è quella di destra, con il braccio destro alzato; quella mediana, di altezza intermedia, indica con ambo le mani la figura di sinistra, posta al suo fianco e caratterizzata da un atteggiamento di timore.
Al di sopra di due ulteriori cornicioni si sviluppa il coronamento centrale della fascia mediana della facciata, di forma triangolare. Tra due oculi circolari trova luogo una croce bizantina a rilievo, che si compone di sei elementi lapidei dei quali uno costituisce un'appendice del braccio verticale inferiore, a sezione inferiore e di forma triangolare con la punta rivolta verso il basso. Non è mai stata presente l'immagine di Cristo crocifisso, a differenza dell'analoga decorazione della facciata della chiesa di Saint-Lucien a Montmille (frazione di Fouquenies).

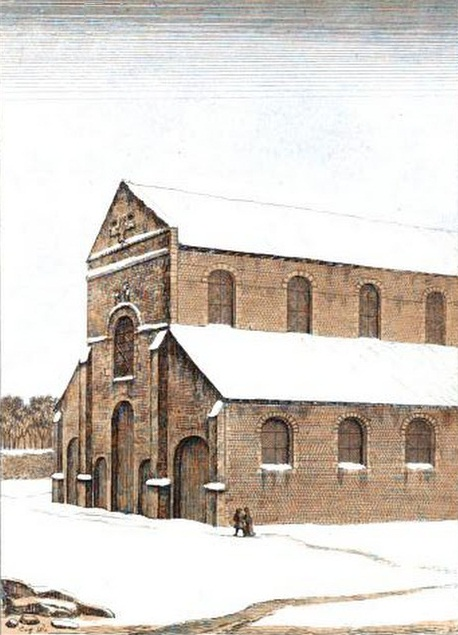
Ricostruzione della facciata del 1050 nella sua conformazione originaria
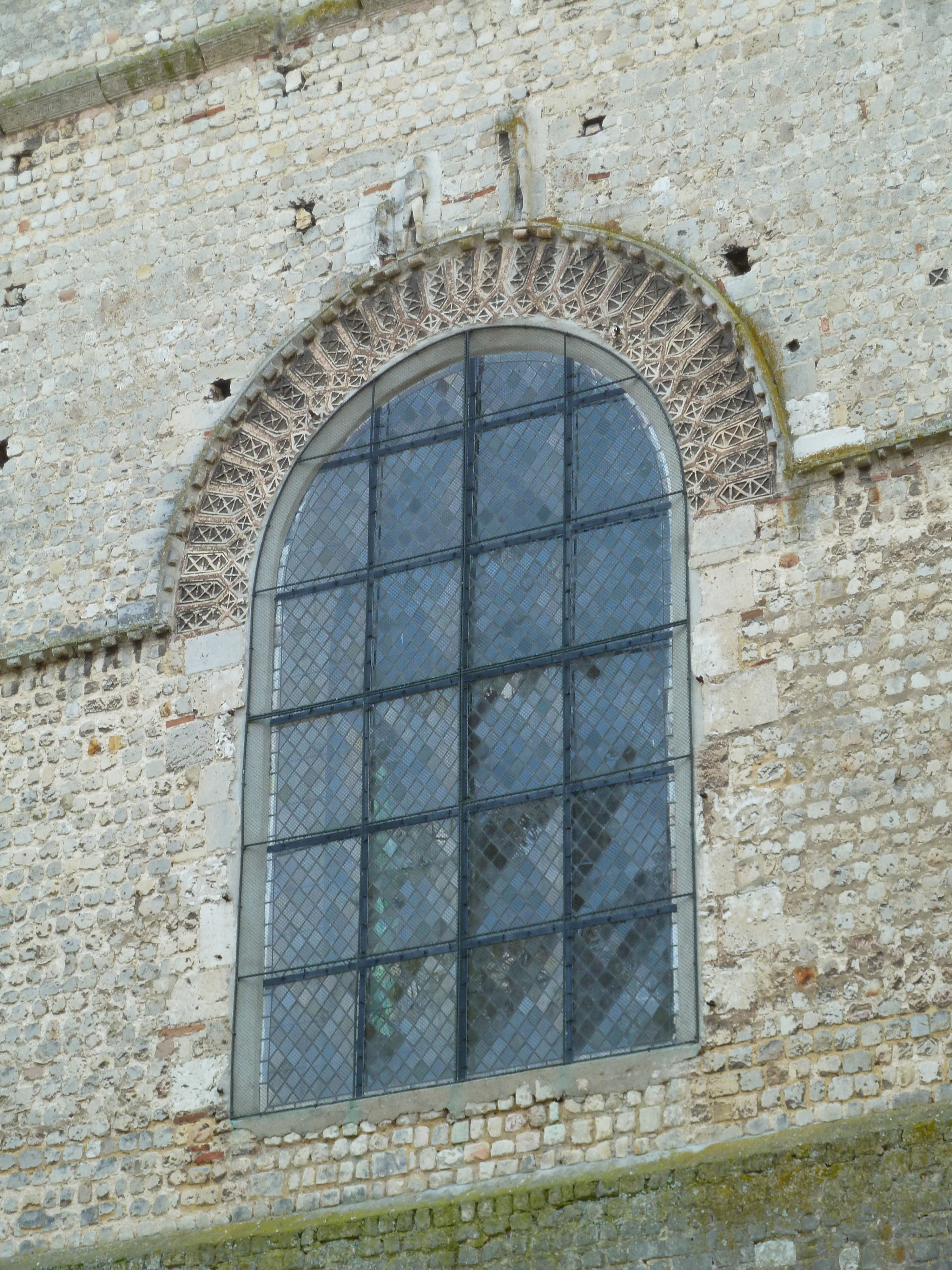
La monofora
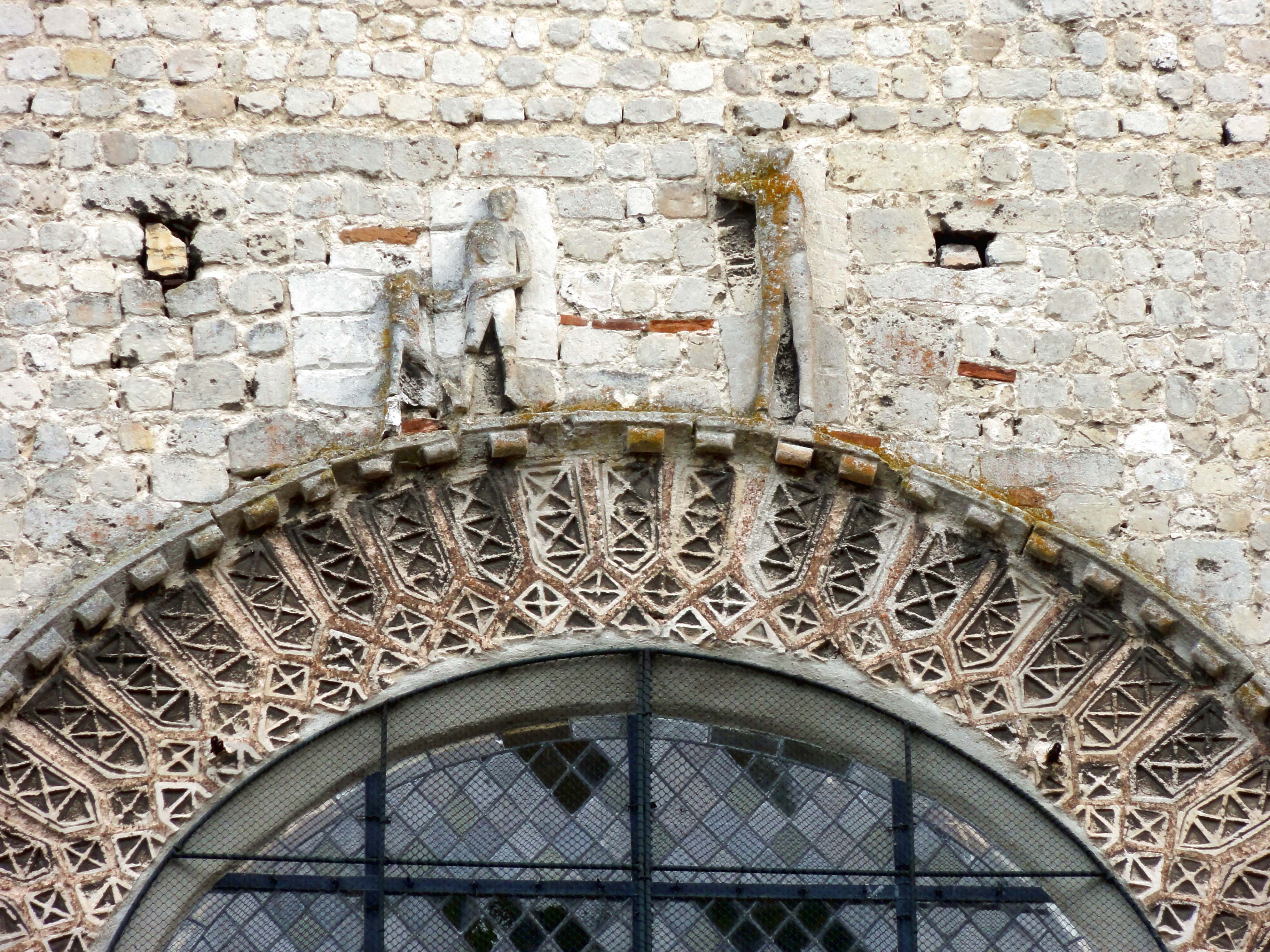
Le tre figure scolpite
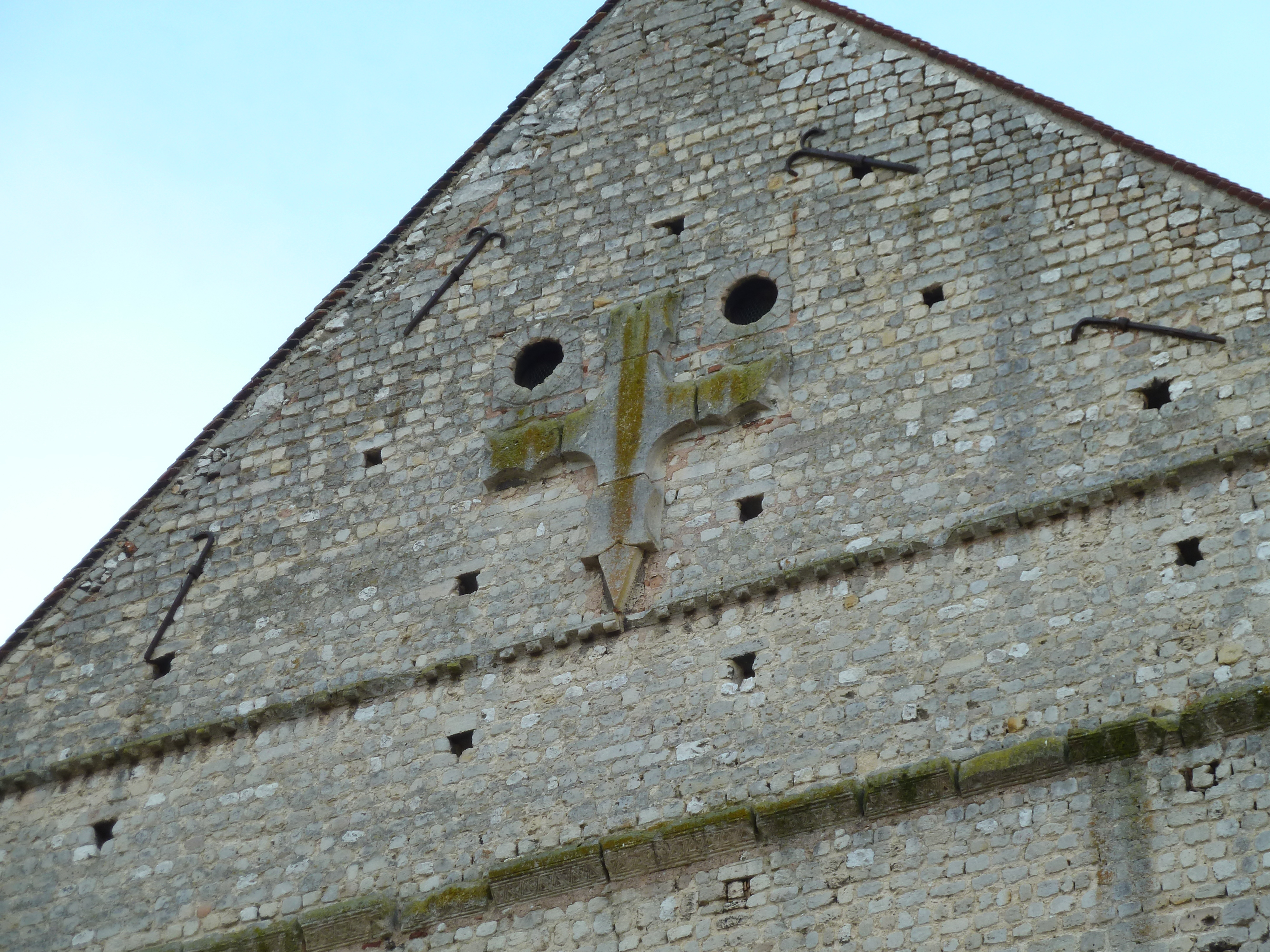
Il coronamento e la croce

#### Fiancate

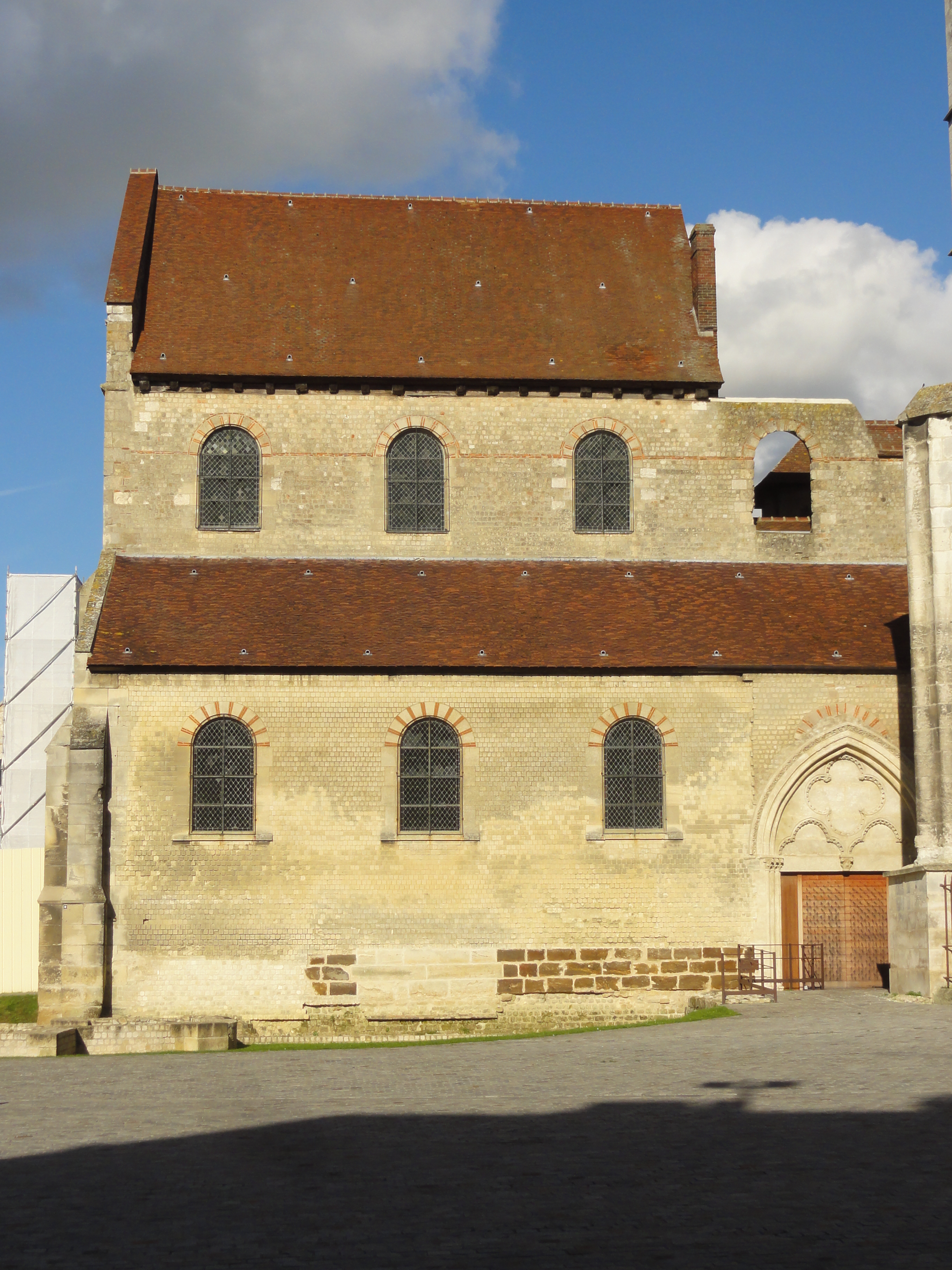
La fiancata destra.

Le fiancate delle navate maggiore e minori conservano prevalentemente inalterato il loro aspetto primitivo, ripristinato nel corso dei restauri ottocenteschi: in precedenza, infatti, le pareti erano state intonacate.
La navata centrale si interrompe ad un terzo della sua lunghezza originaria; tuttavia la parete di destra prosegue nell'area della campata successiva con una monofora ad arco a tutto sesto analoga alle tre precedenti, che a differenza di questa danno luce all'interno della chiesa. Il paramento murario è costituito da blocchi lapidei rettangolari di piccole dimensioni; mattoni rossi di formato variabile costituiscono elementi decorativi quali una fascia continua all'altezza dell'imposta degli archi delle monofore e i bordi e le ripartizioni interne degli archivolti di quest'ultime, nei quali sono alternati a pietre trapezoidali. Il tetto a doppio spiovente è sporgente rispetto alle pareti, e sono visibili le terminazioni delle travi lignee che lo sostengono.
Le pareti delle navate laterali presentano forti analogie con le fiancate di quella centrale; la differenza più rimarcabile è costituita dall'assenza della banda orizzontale in laterizi rossi. Lungo il fianco destro, rivolto verso meridione e in gran parte ricostruito nel XIX secolo dopo che era stato convertito in abitazione in seguito alla sconsacrazione della chiesa, si aprono quattro monofore in asse con quelle del cleristorio. Tra la terza e la quarta finestra, in corrispondenza della quarta campata dell'antica cattedrale, vi è un portale gotico, risalente al XIII secolo; leggermente strombato, è decorato nella lunetta con grandi bassorilievi raffiguranti due trilobi e un quadrilobo. La fiancata della navata laterale di sinistra non è visibile, in quanto ad essa è addossata la galleria meridionale del chiostro gotico della cattedrale.

### Interno

#### Aula
Internamente, la chiesa ha una struttura a tre navate separate da tre archi a tutto sesto per lato, poggianti su pilastri a base quadrangolare (fila di sinistra) o ottagonale (fila di destra). L'attuale conformazione dell'ambiente è stata data dai restauri di ripristino del 1864-67; le pareti sono rivestite di intonaco chiaro liscio ad eccezione di alcuni tratti, nei quali è visibile direttamente la muratura, in particolare in controfacciata e nella navata laterale di sinistra. Il soffitto è prevalentemente piano, con alcune aree delle navate minori in cui vi sono le travi lignee a vista, pitturate di bianco. L'illuminazione naturale è fornita dalle sei monofore (tre per lato) che costituiscono il cleristorio della navata maggiore, da quella della facciata e dalle tre della navatella meridionale.
Sui pilastri tra la navata mediana e quella di sinistra si trovano due statue lignee policrome; risalenti alla prima metà del XVI secolo e pesantemente rimaneggiate nel XIX, dal 1925 sono classificate come monumento mobile storico: quella di sinistra raffigura Santa Caterina d'Alessandria, riconoscibile dalla ruota dentata. La statua di destra è di non semplice identificazione: il santo raffigurato, generalmente individuato in San Vincenzo di Saragozza, indossa una lunga tunica viola e un mantello verde, e tiene in una mano un libro aperto, nell'altra una sega a doppio manico. Sull'ultimo semipilastro di destra vi è una lapide del 1869 con iscrizione in lingua francese che ricorda l'erezione, da parte dell'allora vescovo di Beauvais Joseph-Armand Gignoux, di una confraternita del Rosario, che aveva la propria sede nella chiesa.
Nella navata di destra si trova l'organo a canne, costruito alla fine del XIX secolo da Louis Debierre di Nanterre; esso è un positivo a cassapanca, con le pareti riccamente decorate con trafori lignei. Dispone di 8 registri su un'unica tastiera, senza pedaliera.
Dalla porta in fondo alla navatella meridionale si accede alle campate quarta, quinta e sesta della cattedrale nella sua estensione originaria, attualmente adibite a collegamento con l'edificio gotico tramite una moderna scalinata, necessaria a superare il dislivello tra le due chiese. In quest'area, oggetto degli scavi archeologici del XX secolo, sono visibili due arcate a tutto sesto che dividevano la navata laterale da quella centrale, rinforzati in epoca successiva.

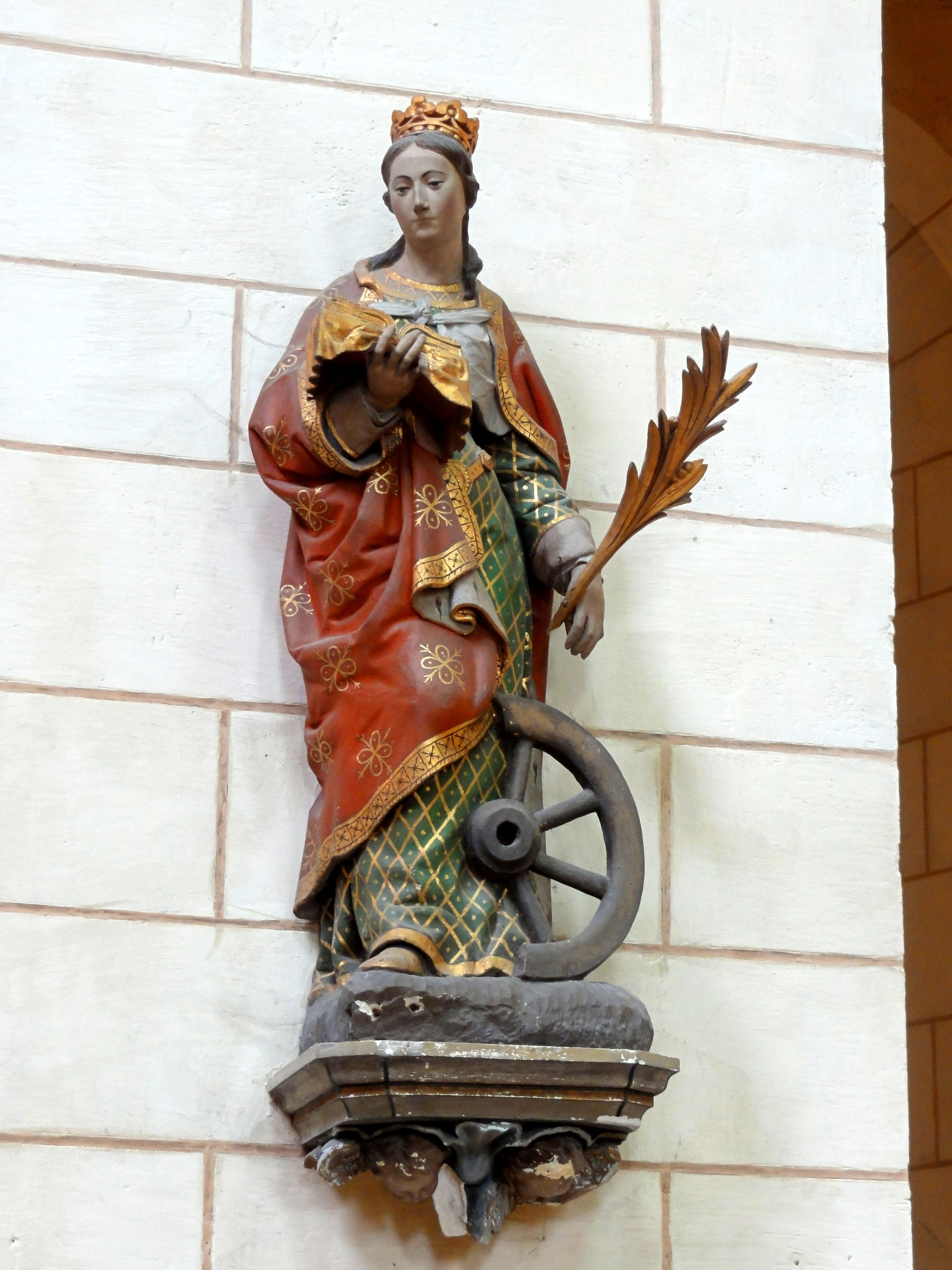
Santa Caterina d'Alessandria
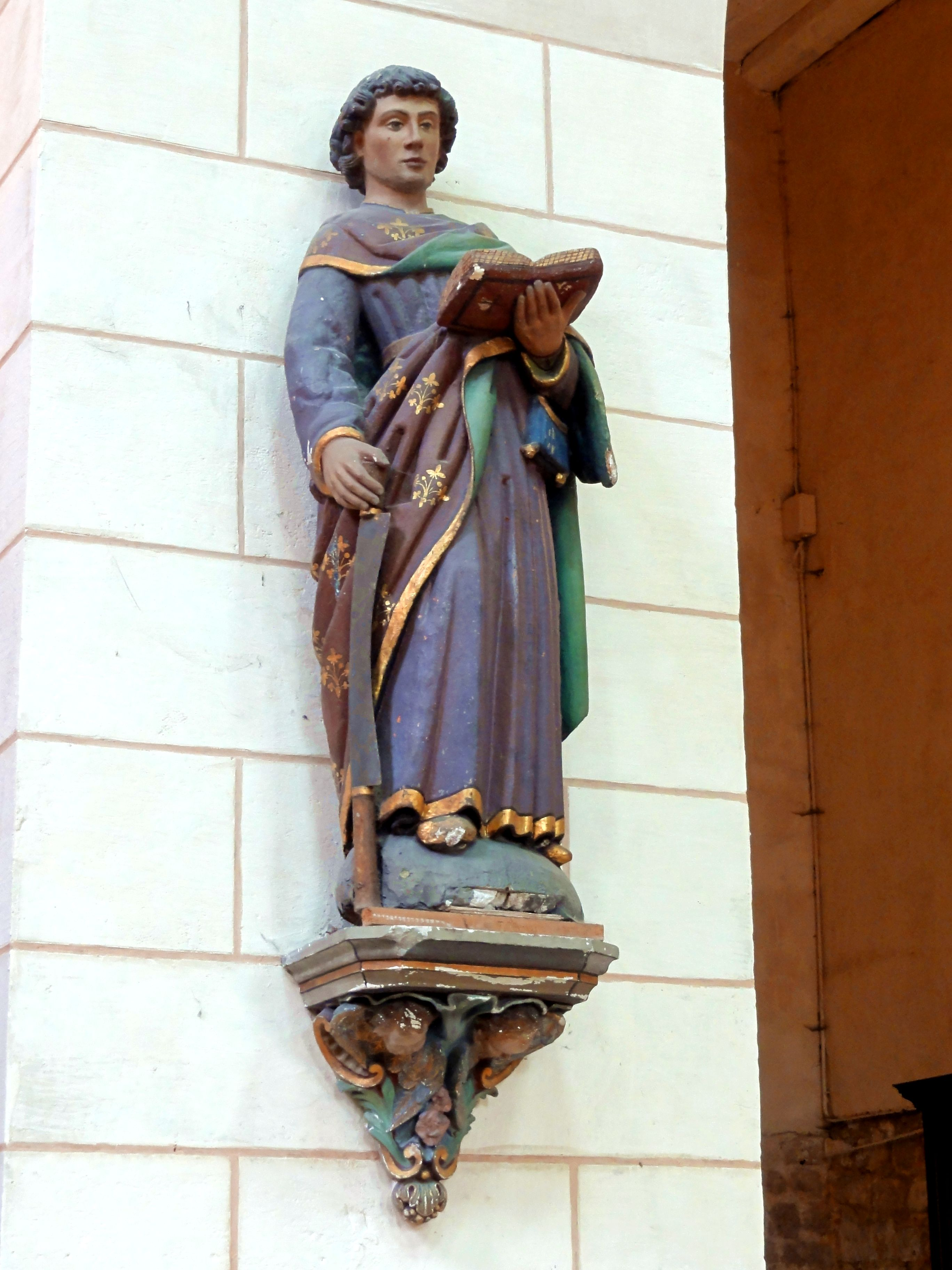
San Vincenzo di Saragozza (?)
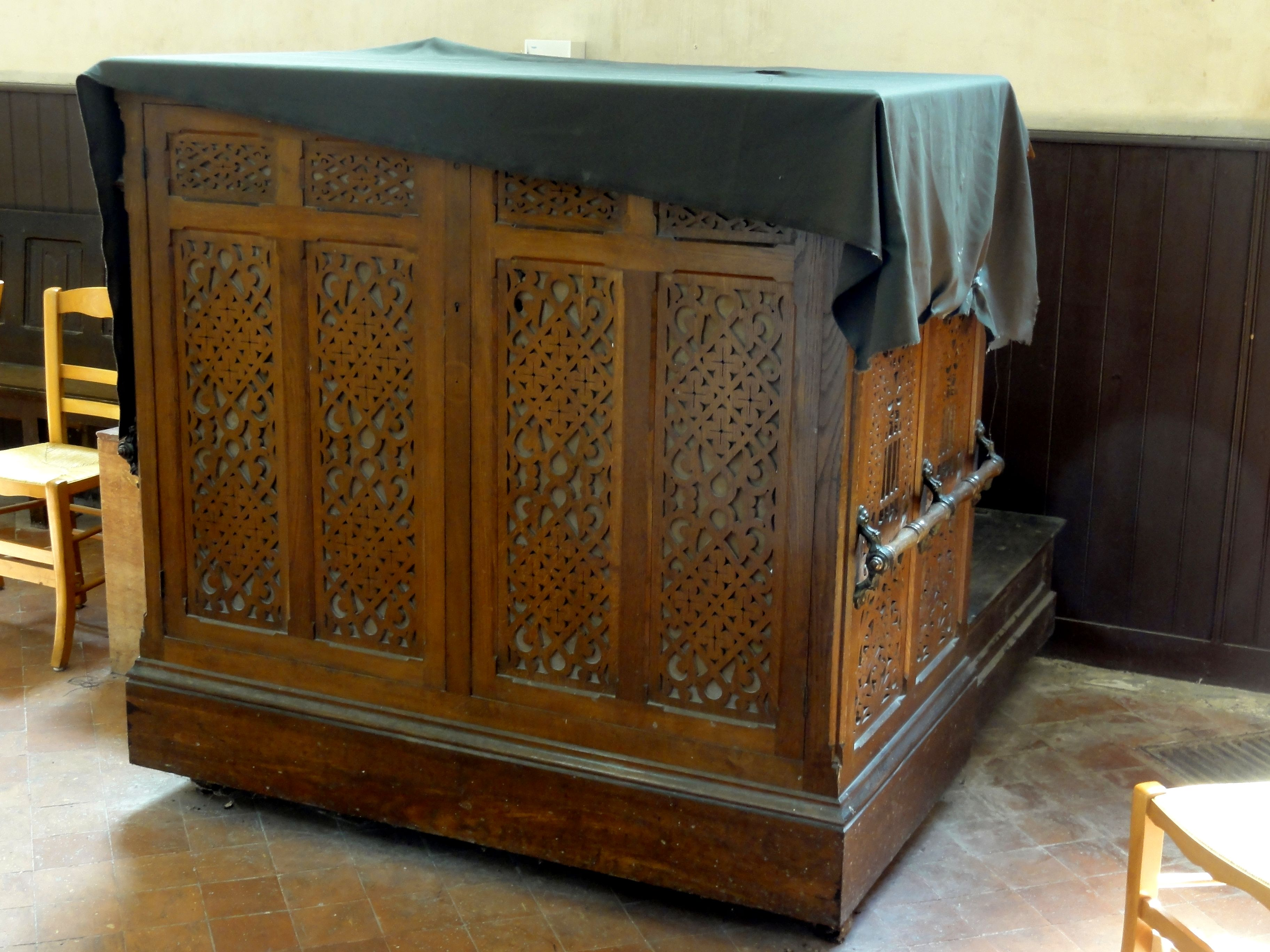
Organo a canne
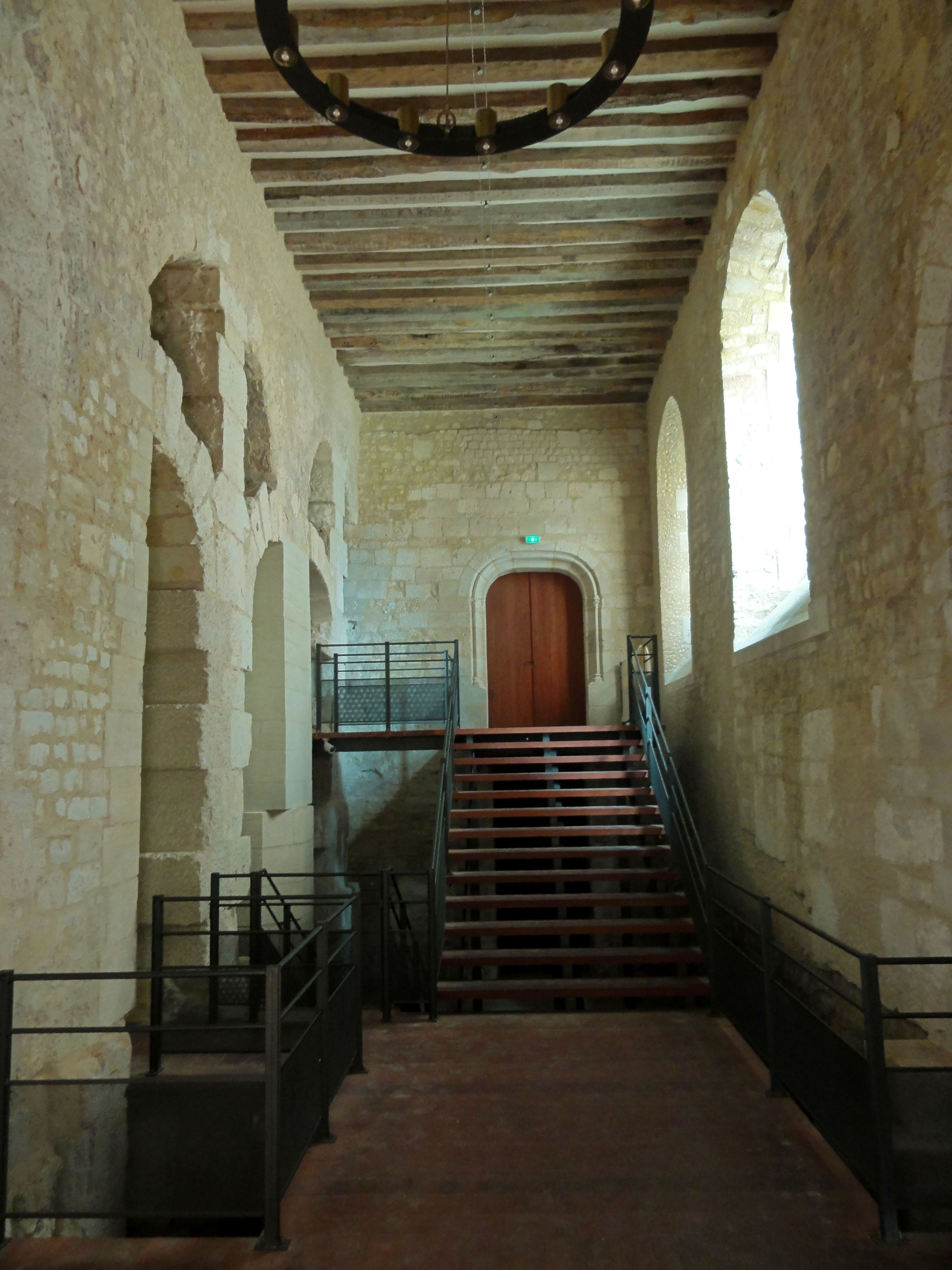
Campate quarta, quinta e sesta della navata di destra

#### Abside

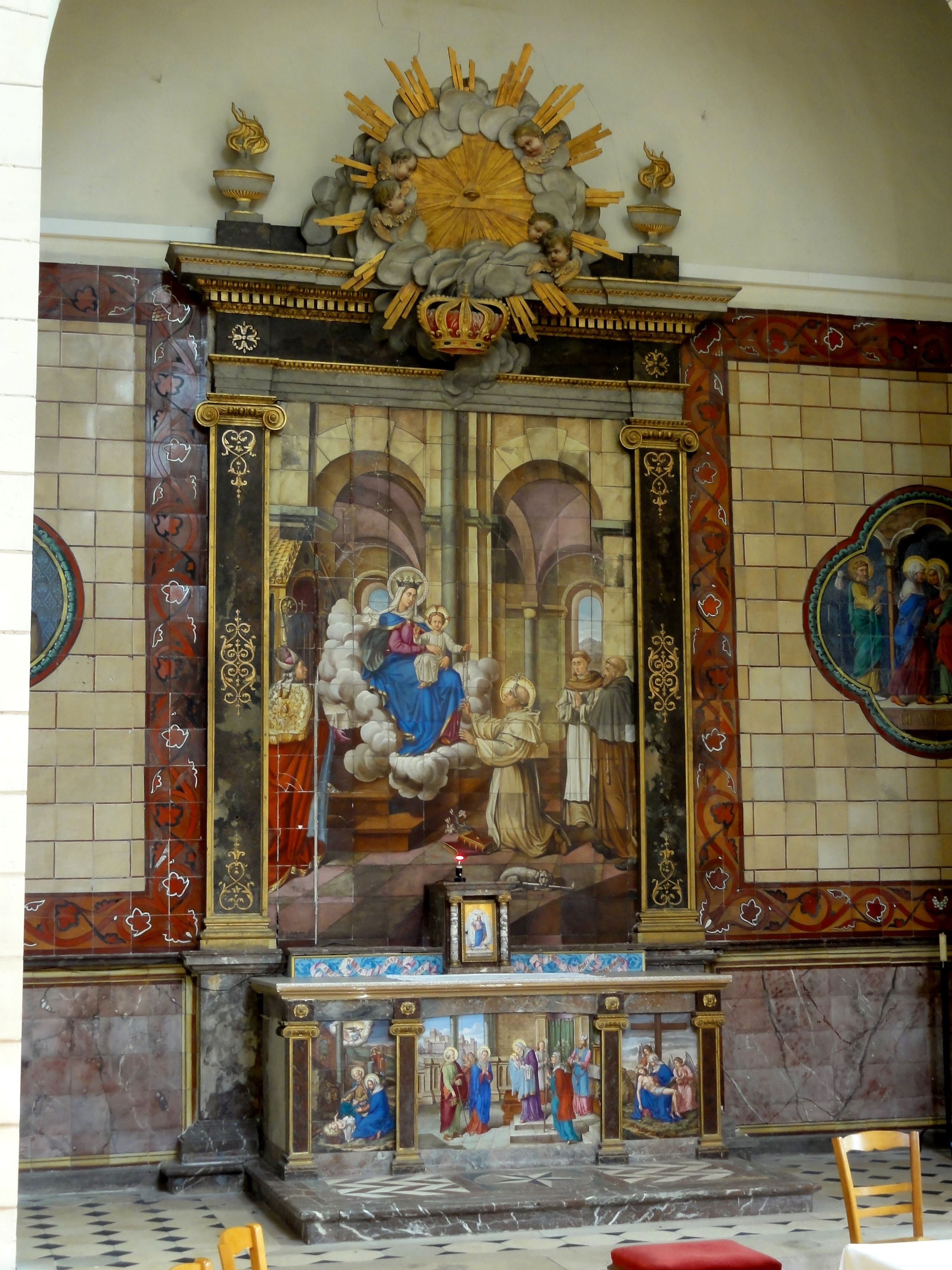
L'altare.

La navata centrale termina con una parete piatta, alla quale è affisso un grande crocifisso; nella parte inferiore, si apre un'arcata a tutto sesto che immette nella poco profonda abside quadrangolare, la cui decorazione pittorica su piastrelle di porcellana di Creil-Montereau venne realizzata nel 1884 dal locale atelier di Charles Lévêque.
L'altare presenta un paliotto tripartito da lesene ioniche dipinte a finto marmo; vi sono raffigurati da sinistra: la Natività di Gesù; la Presentazione di Gesù al Tempio e la Pietà. Sullo sportello del tabernacolo vi è il Buon Pastore, mentre all'interno dell'ancona, delimitata anch'essa da due lesene ioniche e sormontata da un fregio scolpito con al centro l'Occhio della Provvidenza circondato da angeli affiancato da due fiaccole accese, è raffigurata la Vergine Maria in trono col Bambino che consegna il Rosario a san Domenico. Sulla parete, ai lati dell'altare, entro due quadrilobi sono dipinti a sinistra l'Annunciazione e a destra la Visitazione.

#### Apparato decorativo medioevale
Dell'apparato decorativo medioevale della chiesa rimangono poche testimonianze; fra queste una traccia di affresco, rinvenuta su uno dei pilastri di separazione delle navate, raffigurante San Giovanni Battista e risalente al XV secolo; nella stessa epoca sarebbe stato costruito un pontile a chiusura del presbiterio, demolito nel 1697. Probabilmente l'intera superficie interna delle pareti era stata dipinta in epoca carolingia (un volto umano è stato scoperto nell'area del coro nel 1972) e vi erano anche dei mosaici realizzati con tessere di ceramica ed elementi di spoglio di epoca romana, dei quali sono stati rinvenuti alcuni frammenti nell'area del transetto.